# Anisonychus cinchonae
Anisonychus cinchonae là một loài bọ cánh cứng trong họ Attelabidae. Loài này được Roepke miêu tả khoa học năm 1911.